# Sabbath Bloody Sabbath (canción)
"Sabbath Bloody Sabbath" es una canción de heavy metal de la banda británica Black Sabbath. Es la primera canción del álbum de 1973 Sabbath Bloody Sabbath.
A pesar de ser una de las canciones más reconocidas de Black Sabbath, rara vez es tocada en vivo. En los conciertos de reunión de la agrupación, tan solo se tocó la primera mitad de la canción. Años después la banda solamente tocaba la introducción de la misma, antes de tocar Paranoid. Una versión en vivo se encuentra en el álbum Reunion.
La canción tiene un gran parecido con "What to do", de la brasileña Vanusa, quien sin embargo declinó posibilidad de acusación de plagio. Sin embargo, es de dominio público que Tony Iommi había solicitado LPs de "otras culturas" para vencer el bloqueo creativo que sufría en el período. El propio Ozzy Osbourne, en su autobiografía, afirmó que la inspiración para la canción vino de la banda holandesa Golden Earring. Según Ozzy, «estábamos escuchando su último álbum, Moontan, y algo hizo clic en la cabeza de Tony. Unos días después vino y empezó a tocar el riff de "Sabbath Bloody Sabbath"».

## Versiones
- The Cardigans en su álbum Emmerdale.
- Anthrax en el EP I'm the Man.
- Godspeed junto a Bruce Dickinson de Iron Maiden en el álbum tributo Nativity in Black.
- Amon Amarth en el álbum Versus the World.